# Ablanque
Ablanque è un comune spagnolo di 63 abitanti situato (2022) nella comunità autonoma di Castiglia-La Mancia.